# Warma kuyay
Warma Kuyay (del quechua: Warma Kuyay ‘amor de niño’) es un cuento del escritor peruano José María Arguedas publicado en 1933 en la revista Signo de Lima, aunque apareció titulado como «Wambra Kuyay». Fue el primer cuento divulgado por el autor (al menos del que se tiene constancia) y junto con otros dos relatos, «Agua» y «Los escoleros», conformó su primer libro, titulado Agua, que fue publicado en 1935.
Warma Kuyay es un cuento breve pero bien elaborado, que inauguró una nueva época en la historia del indigenismo literario en el Perú y que ha sido considerado como una de las mejores obras de Arguedas.

## Contexto
El año de 1933, en el que fue asesinado el presidente Luis Sánchez Cerro y subió al poder el general Óscar R. Benavides, fue de una intensa agitación política. La Universidad de San Marcos, en donde el entonces joven Arguedas había ingresado en 1931 para estudiar Letras, se hallaba en receso desde 1932, y lo estaría hasta 1935.
Por esos días había a diario sangrientos enfrentamientos entre apristas y comunistas, por un lado, y de otro, de estos mismos grupos contra la dictadura de Benavides, y todavía se vivían la secuelas de la revolución aprista de Trujillo, donde fueron fusilados indeterminado número de militantes de dicho partido. Al parecer, aunque sus simpatías se volcaban al comunismo, durante esos años Arguedas se mantuvo alejado de la política militante, a diferencia del resto de sus condiscípulos. Solo desde 1936 empezaría a participar activamente en las protestas, a raíz de la amenaza fascista que se cernía sobre la Segunda República Española.
En ese lapso que va de 1933 a 1935, Arguedas escribió muchos cuentos, en los que se propuso plasmar la vida y el paisaje andino, tal como era en realidad y no de la manera falsa y artificial (según su opinión) como lo habían hecho anteriores escritores indigenistas como Enrique López Albújar y Ventura García Calderón.

## Época
El cuento fue publicado por primera vez en 1933 y reeditado en 1935 como parte de la colección de Agua, pero los sucesos que relatan se inspiran en episodios de la niñez del autor, por los años 1920, episodios que sin duda están distorsionados y con la carga de fantasía propia de las creaciones literarias. El protagonista es un niño-narrador (o un adulto que narra en retrospectiva) llamado Ernesto, en quien podemos identificar al Arguedas-niño.

## Escenario
Los hechos se desenvuelven en la hacienda de Viseca, en la quebrada del mismo nombre, cerca a Puquio, la capital de la provincia de Lucanas, que es un lugar real donde vivió Arguedas durante su niñez, como él mismo lo ha contado. Se menciona también al cerro Chawala (tayta Chawala), montaña tutelar que es la morada del apu (divinidad andina).

## Personajes
- El niño Ernesto, quien vive en la hacienda Viseca junto con los peones indios y cholos. Es de la familia de los patrones: su tío es uno de los dueños de la hacienda. Es mestizo aunque de tez clara, que le hace parecer «blanco». (personaje principal)[7]
- Kutu, apodo de un joven indio, que trabaja en la hacienda como novillero y amansador de potrancas. Es fornido y de voz atronadora, de «nariz aplastada, sus ojos casi oblicuos, sus labios ennegrecidos por la coca.»[7]
- Justina, es una india joven que «era bonita: su cara rosada estaba siempre limpia, sus ojos negros quemaban;… sus pestañas eran largas, su boca llamaba al amor…» [7]
- Don Froylán, uno de los patrones de la hacienda Viseca. Es el típico hacendado abusivo, que maltrata a sus peones y viola a las muchachas indias.[7]

Otros secundarios: Julio el charanguero, Gregoria la cocinera, los indios de la hacienda, y Zarinacha, la vaquilla.

## Argumento
Ernesto, un joven que pertenece a una familia de hacendados, pero que prefiere convivir con los peones indígenas, relata un romance de su niñez: el amor por una muchacha india, un amor frustrado e imposible.

## Tema
El tema principal trata sobre el amor no correspondido del niño Ernesto por la joven y bella india Justina. Temas secundarios: el jolgorio de los indios peones de la hacienda, los abusos del patrón, el deseo de venganza de Ernesto y Kutu hacia el patrón.

## Resumen
El niño Ernesto, sobrino de uno de los dos patrones de la hacienda Viseca, se enamora de una india joven llamada Justina, a quien una noche la ve bailar en el patio del caserío. Pero ella prefiere a Kutu, un joven indio y novillero, empleado de la hacienda. Ernesto no entiende cómo, siendo Kutu feo y con «cara de sapo» pueda ser el preferido de Justina. Ella y los demás indios se burlan de Ernesto, quien se retira avergonzado mientras continúa el jolgorio, hasta que llega don Froylán, uno de los patrones, quien sacude su látigo y manda a dormir a todos. Esa misma noche, Ernesto se entera de que don Froylán ha abusado sexualmente de Justina. Es el mismo Kutu quien le cuenta esta desgracia, y entonces Ernesto le incita a que asesine al ofensor. Pero el novillero se niega por «ser indio», es decir, socialmente inferior, además porque el patrón tenía nueve hijos que aún eran muy pequeños. Ernesto no entiende estas razones y cree que por maula o cobarde, Kutu no quería enfrentar al malvado patrón. Kutu trata de consolarle, diciéndole que pronto se iría y le dejaría a Justina para él solo. En las noches, Kutu iba al corral y daba de latigazos a los becerros del patrón, a modo de desquite; Ernesto lo veía y aprobaba su acción, pero luego se arrepentía y abrazaba a los animales, llorando y pidiéndoles perdón por tal crueldad. Dos semanas después, Kutu, hastiado de las humillaciones, se marcha de la hacienda, dejando a Justina. Ernesto mantiene su amor por la muchacha aunque sin guardar esperanzas, pues su amor era solo un warma kuyay (amor de niño) y no creía tener derecho sobre ella; sabía que debía ser de otro, de un hombre ya mayor. Finalmente, Ernesto es llevado a la costa, donde vive amargado y languidece «como un animal de los llanos fríos trasladado al desierto», imaginando que lejos, Kutu, aunque cobarde, llevaría una vida mejor trabajando en las haciendas de la sierra.

## El narrador
El relato está narrado en primera persona; el narrador se hace llamar Ernesto, que es el mismo Arguedas relatando un episodio de su niñez, sin duda ya distorsionado y cargado de fantasía.

## Análisis temático
El cuento muestra a un niño protagonista, descendiente de los patrones, que aunque mestizo, es visto como blanco, pero que vive en medio de los indios comuneros y participa de sus costumbres y sus labores. El espacio que se representa aparece escindido tajantemente en dos segmentos irreconciliables: los indios y los señores.
Ernesto se halla pues entre dos mundos en conflicto y opta por inscribirse en el de los indios, aunque entre ellos tendrá una relación de amor y competencia. Ernesto ama a una muchacha india, mayor que él, pero ella es ya pareja de Kutu, un indio novillero al servicio de la hacienda. Ernesto no entiende el rechazo de Justina, que siendo tan delicada, como una paloma torcaza, prefiera a Kutu, grotesco y feo, con «cara de sapo». Pero inevitablemente, interfiere la figura del odiado patrón, don Froylán, quien ejerce lo que para el autor es la forma más cruel del abuso del explotador hacia la clase sometida: la violencia sexual, que ejerce sobre Justina. Kutu al no poder enfrentar este abuso, se venga latigueando al ganado de la hacienda; esta actitud es vista como cobardía por Ernesto, quien desearía que Kutu se vengue matando al patrón. Kutu trata de justificar su actitud: el patrón tiene hijos muy pequeños y no desea que estos queden huérfanos a temprana edad; su esperanza es que Ernesto crezca y se haga abogado para defenderlos. Pero este argumento no satisface a Ernesto, que insiste en calificar de cobardía la actitud de Kutu. Este, hastiado de tanta humillación, decide finalmente marcharse de la hacienda y abandonar a Justina.
Todo ello constituye para Ernesto un aprendizaje: comprueba que en el mundo de los patrones el amor es visto como oportunidad, no como mérito, el amor se banaliza en su forma más cruda, la violación; en cambio Ernesto aprende a amar a Justina en armonía con el amor por la cultura andina.
Finalmente, Ernesto es trasladado a la costa, desde donde escribe este episodio de su vida a manera de recuerdo, expresando su nostalgia por la vida en el campo y su desazón por la urbe. La amada queda idealizada al transcurrir el tiempo. El amor se torna en frustración, pero sirve para afianzar en el protagonista su adhesión a la cultura andina.

## Análisis estilístico
Este relato, como muchas de las obras narrativas del autor, es de una gran belleza plástica. La narración se abre con diálogos intercalados con cantos alegres o jarawis, haciendo a la vez breves descripciones del escenario («Noche de luna en la quebrada de Viseca»). El hermoso colorido de los bailes, las canciones y los poemas quechuas se nos muestra en toda su dimensión.

## Recursos literarios
Arguedas utiliza muchos recursos literarios, como los siguientes:
- El símil: «¡Justinay, te pareces a las torcazas de Sausiyoch!»; «…sus pechitos parecían limones grandes.»; «...y mi pena se parecía mucho a la muerte».
- La personificación: «Las estrellitas saltaron de todas partes del cielo, el viento silbaba en la oscuridad, golpeándose sobre los duraznales y eucaliptos de la huerta; más abajo, en el fondo de la quebrada, el río grande cantaba con su voz áspera».
- La reduplicación: «¡Eso si, niño Ernesto! ¡Eso si! ¡Mak’tasu!»; «¡Endio no puede, niño! ¡Endio no puede!»; «¡Niñacha, perdóname! ¡Perdóname mamaya!».
- Epanadiplosis: «¡Mentira, Kutu, mentira!»; «¡Sonso, niño, sonso!».
- Enumeración: «Le miré de cerca; su nariz aplastada, sus ojos oblicuos, sus labios delgados ennegrecido por la coca. ¡A éste le quiere!».

## El problema del lenguaje
En este relato se advierte el primer problema que tuvo que enfrentar Arguedas en su narrativa: el encontrar un lenguaje que permitiera que sus personajes indígenas (monolingües quechuas) se expresaran en idioma castellano sin que sonara falso. Tras una larga búsqueda del estilo apropiado, Arguedas resolvió el problema con el empleo de un «lenguaje inventado»: sobre una base léxica fundamentalmente castellana, injertó el ritmo sintáctico del quechua.

## Vocabulario
En esta obra aparecen topónimos y palabras en quechua, así como palabras en castellano que tienen un significado peculiar:
- Chawala, cerro que domina el escenario, que de acuerdo a la cosmovisión andina es la morada de un genio o divinidad tutelar.
- Daños: animales que incursionan en chacra ajena.
- Jarawi, palabra quechua, que significa canto alegre.
- Maktasu: palabra quechua derivada de makta, ‘joven’; significa muy fuerte y valiente.
- Maula: cobarde, despreciable, desleal, deshonesto.
- Misti, apelativo del mestizo, hombre que pertenece a la clase dominante (patrones o terratenientes).
- Witron: posiblemente derivado de buitrón, es un patio grande recubierto de lajas, donde se depositan los materiales.
- Viseca, es una quebrada, que da el nombre a la hacienda donde se desarrolla la historia.